# Can Puxan
Can Puxan és una obra modernista de Canet de Mar (Maresme) protegida com a Bé Cultural d'Interès Local.

## Descripció
Es tracta d'un edifici de planta baixa i dos pisos. La façana té una composició simètrica. La planta baixa presenta la porta d'entrada amb un finestral a cada banda. En aquest nivell destaca el sòcol de pedra de Girona fet de carreus sense treballar. Al primer pis hi ha una tribuna de vidre al centre i cada costat un balcó amb barana de ferro, sostingut per carteles de ferro forjat. La balconera presenta una llinda esglaonada feta de maons. Al segon pis hi ha uns balcons enretirats del nivell de façana amb grups de tres finestres a cada extrem. Els balcons estan coberts per una teulada de teula àrab i entremig sobresurten uns pilars que són com la continuació de la façana.